# Witold Mystkowski

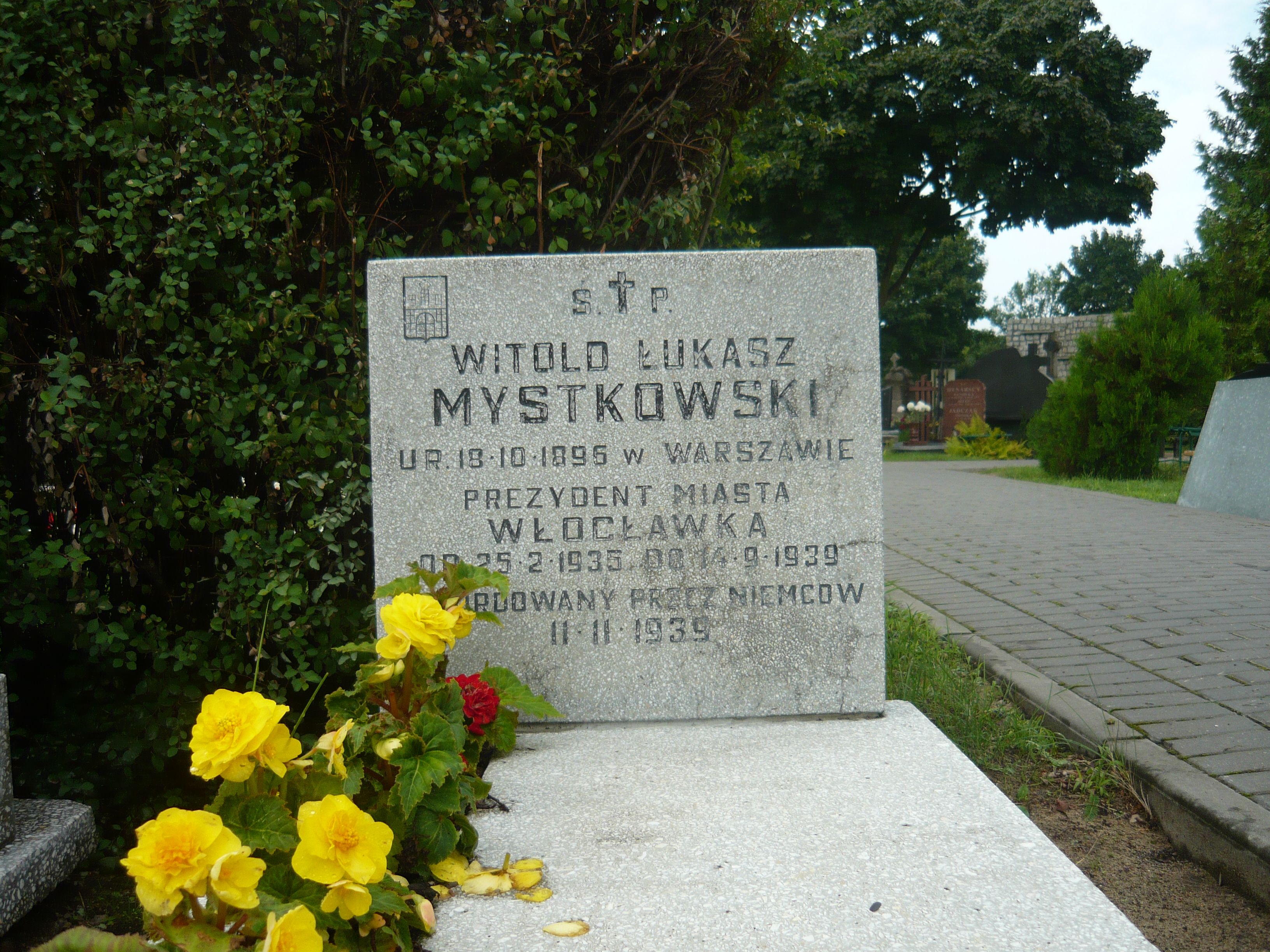
Grób Witolda Mystowskiego we Włocławku

Witold Łukasz Mystkowski (ur. 18 października 1896 w Warszawie, zm. 11 listopada 1939 w Pińczacie) – legionista, prezydent miasta Włocławka w latach 1935–1939.
Był dyrektorem Komunalnej Kasy Oszczędności miasta Włocławka. Przez Prezydenta RP został odznaczony, za wybitne zasługi, Krzyżem Komandorskim Orderu Odrodzenia Polski. Jego żoną była Maria Marcinkowska z Włoszczowy. Został zamordowany przez hitlerowskich okupantów. Pochowano go na cmentarzu komunalnym przy Alei F. Chopina we Włocławku, wśród osób zamordowanych przez hitlerowców.